# 宮ヶ谷塔
宮ヶ谷塔（みやがやとう）は、埼玉県さいたま市見沼区の町丁および大字。現行行政地名は宮ヶ谷塔一丁目から宮ヶ谷塔四丁目および大字宮ヶ谷塔。住居表示未実施地区。郵便番号は337-0011。本項では、かつて同地域に存在した北足立郡宮ヶ谷塔村（みやがやとうむら）についても記す。

## 地理
さいたま市見沼区東端部に位置する。町域は主に綾瀬川沿いの低地で、一部が細長い大宮台地上にあり古くからある民家や神社が立地する。綾瀬川沿いに自然堤防（微高地）があり、そこに江戸期からの集落がある。西で小深作・深作（飛地）に・東門前（飛地）に、北で深作・卸町に、南で東宮下に、東で岩槻区岩槻・並木・加倉に隣接する。
概ね綾瀬川の右岸にあたり、中央を深作川と国道16号（東大宮バイパス・岩槻春日部バイパス）が縦貫、南部を埼玉県道2号さいたま春日部線や東武野田線（東武アーバンパークライン）が横断する。
綾瀬川の対岸飛地を除く、概ね埼玉県道2号さいたま春日部線以北が宮ヶ谷塔一丁目 - 四丁目で、残部が大字宮ヶ谷塔である。
縄文時代後期の縄文遺跡である鍛冶屋遺跡がある。

### 河川
- 綾瀬川
- 深作川

## 歴史

### 地名の由来
鎮守であった氷川神社（宮）と、谷戸があったことから「宮ヶ谷戸」と呼ばれ、その表記が変化したもの。

### 沿革
もとは江戸期より存在した武蔵国足立郡南部領に属する宮ヶ谷塔村であった。『武蔵国田園簿』では宮ケ谷戸村とも記されているが、『元禄郷帳』では宮ヶ谷塔村と記されている。地勢上綾瀬川に近く、水利には恵まれていた反面、大水の被害に度々見舞われていたという。村高は正保年間の『武蔵田園簿』では350石（田1町9反余、畑15町5反余）、『元禄郷帳』および『天保郷帳』では350石余で以降は増減なしであった。助郷は日光御成街道岩槻宿に出役していたが、寛保・宝暦年間は中山道大宮宿にも出役していた。化政期の戸数は50軒で、村の規模は東西5町、南北2町余であった。
- 1590年（天正18年）より知行は旗本岡部氏、1772年（安永元年）より幕府領となる[6]。なお、検地年代は不詳。
- 1828年（文政11年）より岩槻宿寄場西組39か村組合に所属[6]。
- 幕末の時点では足立郡に属し、明治初年の『旧高旧領取調帳』の記載によると、代官大竹左馬太郎管轄の幕府領であった[8]。
- 1868年（慶応4年）6月19日 - 幕府領が武蔵知県事・山田政則（忍藩士）の管轄となる。
- 1869年（明治2年）
  - 1月13日 - 武蔵知県事・宮原忠英の管轄区域に大宮県を設置。県庁は東京府馬喰町に置かれる。
  - 9月29日 - 県庁が浦和に置かれ浦和県に改称。
- 1871年（明治4年）11月13日 - 第1次府県統合により埼玉県の管轄となる。
- 1879年（明治12年）3月17日 - 郡区町村編制法の埼玉県での施行により北足立郡の所属となる。
- 1889年（明治22年）4月1日 - 町村制の施行により、北足立郡宮ヶ谷塔村が単独で自治体を形成[6]。
- 1892年（明治25年）9月21日 - 丸ヶ崎村・小深作村・深作村と合併して春岡村が発足[9][10]。同日宮ヶ谷塔村廃止。春岡村の大字宮ヶ谷塔となる。
- 1955年（昭和30年）1月1日 - 春岡村が大宮市に編入される[9]。大宮市の大字となる。
- 1983年（昭和58年）7月5日 - 町名地番変更により、大字深作および大字宮ヶ谷塔の各一部から卸町一丁目・二丁目が成立[11]。
- 1985年（昭和60年）7月10日 - 町名地番変更により、大字宮ヶ谷塔・大字深作・大字小深作の各一部と、岩槻市から編入した大字岩槻・大字加倉から宮ヶ谷塔一丁目 - 四丁目が成立[11]。
- 1997年（平成9年）1月6日 - 地内に障害者福祉施設「春光園」が開設される[12]。
- 2001年（平成13年）5月1日 - 浦和市・大宮市・与野市が合併し、さいたま市が発足。同市の町丁および大字となる。
- 2003年（平成15年）4月1日 - さいたま市が政令指定都市に移行し、同市見沼区の町丁および大字となる。

### 宮ヶ谷塔村に存在していた小字
- 綾・前・中・後[13]

## 世帯数と人口
2017年（平成29年）9月1日時点の世帯数と人口は、以下のとおりである。
| 大字・丁目             | 世帯数  | 人口  |
| ---------------------- | ------- | ----- |
| 大字宮ヶ谷塔           | 71世帯  | 148人 |
| 宮ヶ谷塔一丁目・二丁目 | 45世帯  | 122人 |
| 宮ヶ谷塔三丁目         | 139世帯 | 337人 |
| 宮ヶ谷塔四丁目         | 40世帯  | 85人  |
| 計                     | 295世帯 | 692人 |

## 小・中学校の学区
市立小・中学校に通う場合、学区（校区）は以下のとおりとなる。
| 大字・丁目     | 区域 | 小学校                 | 中学校                 |
| -------------- | ---- | ---------------------- | ---------------------- |
| 大字宮ヶ谷塔   | 全域 | さいたま市立春岡小学校 | さいたま市立春里中学校 |
| 宮ヶ谷塔一丁目 | 全域 | さいたま市立春岡小学校 | さいたま市立春里中学校 |
| 宮ヶ谷塔二丁目 | 全域 | さいたま市立春岡小学校 | さいたま市立春里中学校 |
| 宮ヶ谷塔三丁目 | 全域 | さいたま市立春岡小学校 | さいたま市立春里中学校 |
| 宮ヶ谷塔四丁目 | 全域 | さいたま市立春岡小学校 | さいたま市立春里中学校 |

## 交通

### 鉄道
宮ヶ谷塔一丁目および三丁目を東武野田線（東武アーバンパークライン）が通るが、地内に駅はない。最寄り駅は地点によって異なり、東武野田線（東武アーバンパークライン）の七里駅、または同岩槻駅である。

### バス
- 東武バスウエスト
  - 岩槻営業所
    - 岩01：北浦和駅 - 浦高前 - 皇山道 - 山崎 - 御蔵騎西屋前 - 向大谷 - 宮下 - 加倉 - 岩槻駅

  - 大宮営業事務所
    - 大50：大宮駅東口 - 堀の内 - 導守 - タムロン前 - 半縄橋（大宮東警察署前） - 加倉 - 岩槻駅
（大宮駅東口→岩槻駅に深夜バスも運行・平日のみ1本）
    - 大50：大宮駅東口 - 堀の内 - 導守 - タムロン前 - 半縄橋（大宮東警察署前） - 東宮下 - 宮下

### 道路
- 国道16号
  - 東大宮バイパス
  - 岩槻春日部バイパス
- 埼玉県道2号さいたま春日部線
- 埼玉県道65号さいたま幸手線

## 施設
大字宮ヶ谷塔

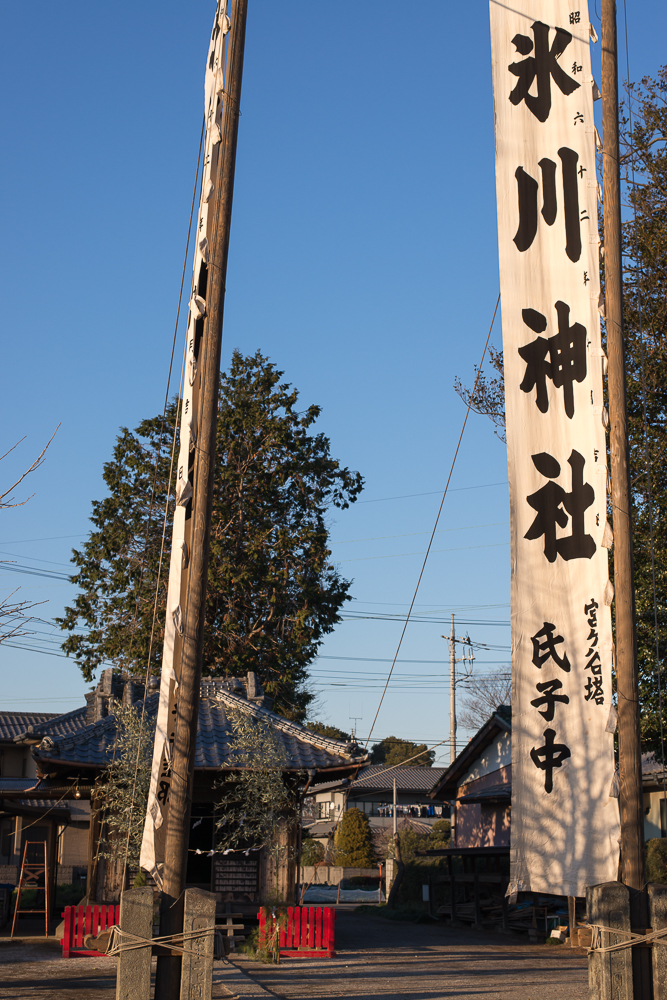
氷川神社

- さいたま市農村広場（春おか広場）農業者総合研修施設（一部） - 飛地に所在
- 天理教西利根分教会
- 宮ヶ塔陸橋下公園 - 東武野田線と交差する国道16号の高架下に所在する。

宮ヶ谷塔一丁目
- さいたま市障害者福祉施設 春光園 - 社会福祉法人さいたま市社会福祉事業団

宮ヶ谷塔二丁目
- 深作遊水地
- さいたま市食肉中央卸売市場・と畜場（2028年度移転予定）

宮ヶ谷塔三丁目
- 大六天神社
- 金光山不動尊
- 氷川神社
  - 宮ヶ谷塔自治会集会所

※ 宮ヶ谷塔四丁目は、北部の低地はほぼ全域が農地で、南部の台地上に住宅や事業所がある。